# Resistenza alla proteina C attivata
La resistenza alla proteina C attivata (o APCR, sigla del nome inglese Activated protein C resistance) è un disordine dell'emostasi caratterizzato da una debole risposta anticoagulante alla proteina C attivata (APC). Ciò causa un accresciuto rischio di eventi trombotici venosi, che possono dare problemi circolatori come l'embolia polmonare.
Questo disordine della coagulazione può essere congenito o acquisito, la forma ereditaria si trasmette in modo autosomico dominante.

## Fisiopatologia
La proteina C attivata (con la proteina S come cofattore) degrada i fattori Va e VIIIa. La resistenza alla proteina C attivata è l'incapacità della proteina C di inattivare uno o entrambi i fattori attivati, V o VIII. Ciò risulta in una prolungata generazione di trombina che può condurre ad uno stato di ipercoagulativo.

## Condizioni associate
È stato riportato che il tromboembolismo venoso è associato a resistenza alla proteina C attivata in una percentuale di casi che potrebbe arrivare al 64%.